# Rétinal
Le rétinal, appelé aussi rétinaldéhyde, est l'une des trois formes de la vitamine A. Le rétinal est un aldéhyde polyinsaturé capable d'absorber la lumière et qui présente une couleur orangée. Il se lie à des protéines, les opsines, et constitue la base moléculaire de la vision.
En effet, le cycle de la vision est régi par la photoisomérisation du rétinal : lorsque le rétinal 11-cis absorbe un photon, il passe de l'état 11-cis à l'état tout-trans ; cette isomérisation est à l'origine d'une hyperpolarisation du photorécepteur par phototransduction (en).
Lié à des rhodopsines de type 1, le rétinal permet à certains microorganismes de convertir la lumière en énergie métabolique. Chez les animaux, le rétinal peut être obtenu à partir des autres formes de vitamine A, le rétinol, ainsi que ses esters et l'acide rétinoïque, qui se trouvent dans les produits d'origines animales ou par scission oxydative du carotène végétal. Le rétinal est sensible à l'oxygène de l'air, ainsi qu'à la lumière et à la chaleur.

Absorption d'un photon par le rétinal 11-cis et isomérisation en tout-trans.